# Кузьминка (Неклиновский район)
Кузьминка — хутор в Неклиновском районе Ростовской области.
Входит в состав Советинского сельского поселения.

## География
Хутор не разделён на улицы.

## История
В ночь на 8 марта 2006 года в районе Кузьминки прорвало дамбу, по которой проходит единственная дорога к хутору.

## Население
| 2010 |
| ---- |
| 20   |